# Берлінський міжнародний кінофестиваль 2009
59-й Берлінський міжнародний кінофестиваль — кінофестиваль, який проходив з 5 по 15 лютого 2009 року в Берліні. Фестиваль відкрився конкурсним фільмом німецького кінорежисера Тома Тиквера Інтернаціональ. Журі фестивалю очолила британська акторка Тільда Свінтон.